# Ruhr (fiume)
La Ruhr /ʀuːɐ̯/ è un fiume della Germania, affluente in destra orografica del Reno.
Scorre per una lunghezza di 217 km e presenta una portata media di 79 m³/s in prossimità della città di Duisburg, il quinto tra gli affluenti del Reno.
La Ruhr nasce nella regione montuosa del Sauerland nella Renania Settentrionale-Vestfalia ad un'altitudine di 670 m. Dopo un corso di più di 100 km incontra il suo principale affluente, il Lenne, a sud di Dortmund. Poi forma il confine meridionale della regione industriale della Ruhr. Risultò essere di importanza capitale per lo sviluppo della Germania in quanto furono estratte ingenti quantità di carbon-fossile proprio dal bacino carbonifero scoperto negli anni cinquanta dell'Ottocento.